# Mario Domínguez
Mario Domínguez (Ciudad de México, 1 de diciembre de 1975) es un piloto de automovilismo mexicano. Se destacó en la CART/Champ Car, donde obtuvo dos triunfos y 11 podios en 86 participaciones. Resultó quinto en 2004, sexto en 2003 y noveno en 2005 y 2006. En tanto que logró un tercero puesto en siete carreras por la IndyCar Series.
Actualmente compite en la NASCAR México Series.

## Carrera deportiva
Domínguez comenzó su carrera en 1987 conduciendo karts. Obtuvo tres títulos de karts y representó a México en los Campeonatos del Mundo de Karting en tres ocasiones diferentes en España (1989), Italia (1990) y Francia (1991). Luego corrió en varias fórmula promocionales de México, resultando tercero en la Fórmula 3000 México en 1997 y 1998.
Después de competir en dos carreras en la Indy Lights en 1998, el mexicano pasó a esta serie al año siguiente con el Team Mexico Quaker Herdez; logró una victoria en Homestead, un cuarto y dos quintos, resultando 11º en el campeonato. En 2000, finalizó octavo en el campeonato, al obtener un tercer puesto, dos quintos, y cinco top 10 adicionales. Su mejor año en la Indy Lights fue en 2001, cuando pasó al equipo PacWest, cosechó tres segundos lugares, tres cuartos puestos y un quinto, finalizando cuarto en la tabla general.
Debutó en la CART en 2002, al disputar la temporada completa con el equipo Herdez. Logró su primer triunfo en la categoría en Surfers Paradise, pero solamente obtuvo como otros mejores resultados un octavo puesto y dos décimos, finalizando 18.º en el campeonato. En 2003, ya la categoría renombrada como Champ Car, el piloto venció en el Gran Premio de Miami, y obtuvo tres podios más, tres quintos lugares, un séptimo y un octavo, de modo que resultó sexto en la tabla general.
Al año siguiente, cosechó tres terceros puestos, un cuarto, dos quintos, y cinco top 10 adicionales, terminado en la quinta colocación final. Domínguez pasó al equipo Forsythe Racing para la temporada 2005; logró un segundo puesto, dos cuartos y tres quintos, quedando ubicando en el noveno puesto en el clasificador final. Domínguez corrió las cuatro primeras fechas para Forsythe. Después de ser penalizado por causar un accidente evitable en Milwaukee, Domínguez se fue a Dale Coyne Racing en las siguientes cinco carreras y luego para Rocketsports en las últimas tres. Obtuvo dos podios, y dos top 5 adicionales, de forma que concluyó noveno en el campeonato.
En 2007, disputó un calendario parcial de 8 carreras para distintos equipos: Forsythe, Pacific Coast, PKV Racing, y Minardi Team USA; acumuló tres top 10. La Champ Car desapareció en 2008 al ser absorbida por la IndyCar Series, donde Domínguez compitió para el equipo Pacific Coast en siete carreras. Fue tercero en Long Beach, carrera despedida de la Champ Car, pero luego no pudo conseguir ningún top 10.

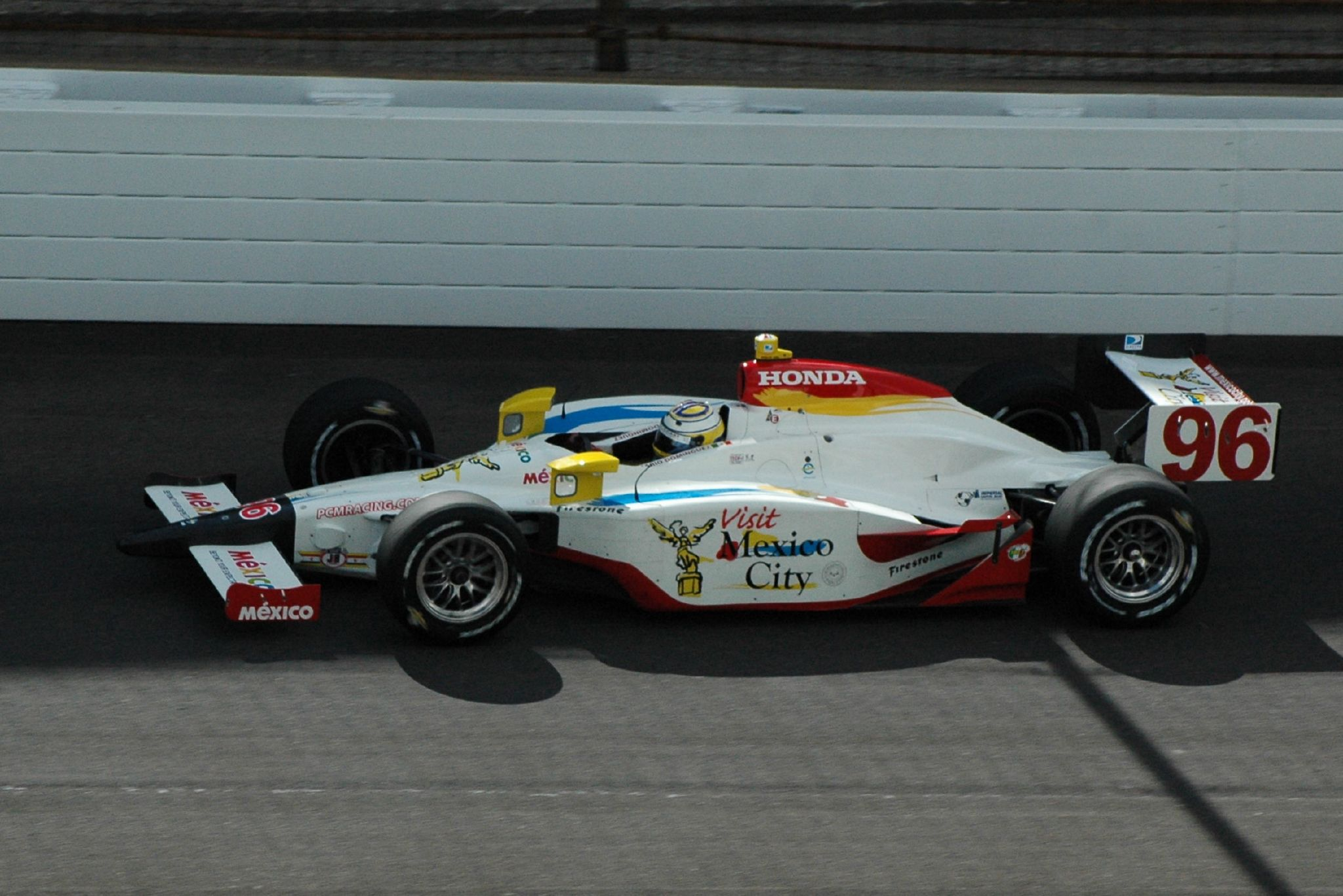
Domínguez en las prácticas de las 500 Millas de Indianapolis de 2008 en las que no pudo calificar.

Disputó las tres primeras fechas del Campeonato FIA GT 2009, con un Saleen S7R de K plus K, cosechando un quinto lugar en Silverstone. Después de pasar cuatro años sin competir en ninguna competencia, Domínguez disputará la temporada 2014 de la NASCAR México Series con un Mazda del Team GP.